# Liste des cardinaux créés par Innocent XI
Le pape Innocent XI (1676-1689) a créé 43 cardinaux dans 2 consistoires, dont 2 polonais, 2 belges, 2 espagnols, 1 autrichien, 1 hongrois, 1 français, 1 allemand et 1 portugais; les autres sont d'origine italienne.

## 1erseptembre 1681
- Giambattista Spinola  Italie
- Antonio Pignatelli del Rastrello  Italie (futur pape Innocent XII)
- Stefano Brancaccio  Italie
- Stefano Agostini  Italie
- Francesco Buonvisi  Italie
- Savo Millini  Italie
- Federico Visconti  Italie
- Marco Galli  Italie
- Flaminio Taja  Italie
- Raimondo Capizucchi  Italie
- Giovanni Battista de Luca  Italie
- Lorenzo Brancati di Lauria  Italie
- Urbano Sacchetti  Italie
- Gianfrancesco Ginetti  Italie
- Benedetto Pamphilj  Italie
- Michelangelo Ricci  Italie

## 2 septembre 1686
- Giacomo de Angelis  Italie
- Opizio Pallavicini  Italie
- Angelo Maria Ranuzzi  Italie
- Maximilian Gandolph von Künburg  Autriche
- Veríssimo de Lencastre  Portugal
- Marcello Durazzo  Italie
- Orazio Mattei  Italie
- Marcantonio Barbarigo  Italie
- Carlo Stefano Anastasio Ciceri  Italie
- Leopold Karl von Kollonitsch  Hongrie
- Étienne Le Camus  France
- Johannes van Goes  Belgique
- Augustyn Michał Stefan Radziejowski  Pologne
- Pier Matteo Petrucci  Italie
- Pedro de Salazar Gutiérrez de Toledo  Espagne
- Wilhelm Egon von Fürstenberg  Allemagne
- Jan Kazimierz Denhoff  Pologne
- José Sáenz de Aguirre  Espagne
- Leandro Colloredo  Italie
- Fortunato Ilario Carafa della Spina  Italie
- Domenico Maria Corsi  Italie
- Gianfrancesco Negroni  Italie
- Fulvio Astalli  Italie
- Gasparo Cavalieri  Italie
- Johannes Walter Sluse  Belgique
- Francesco Maria de' Medici  Italie
- Rinaldo d'Este  Italie